# Йозеф Бюссе
Йозеф Бюссе́ (1775, Голландія — 1832, Львів) — живописець і графік.

## Біографія
Народився у 1775 у Голландії. З 1801 року працював у Львові, викладав рисунок в Академії при Львівському університеті. Став одним з перших професорів рисунку, додатково одержуючи двісті золотих за науку малювання квітів.
Помер у Львові  у 1832 році.

## Творчість
Малював портрети, натюрморти, міфологічні композиції. Його роботи відзначаються професійною майстерністю і м'якою світлотіньовою манерою. Серед робіт:
- «Покладення до гробу» (Львівська картинна галерея);
- «Пігмаліон» (Львівська національна наукова бібліотека України імені Василя Стефаника);
- «Голова старого»;
- «Голова у медальйоні».